# 포살
포살(布薩)은 산스크리트어의 우파바사타(upavasatha) · 우포사다(uposadha) · 포사다(posadha) 등의 음사로서, 정주(淨住) · 장양(長養) · 재(齋) · 설계(說戒) 등으로 번역된다. 한달에 두번, 동일 지역의 승려가 모여 계경(戒經)을 송(誦)함을 듣고, 자기반성을 하고, 죄과를 고백참회(告白懺悔)하는 것을 말한다. 즉 계(戒)에 정주(淨住)하여 선법(善法)을 장양(長養)하기 위해서이다.
포살이 행하여지는 날은 매달 15일(만월일)과 30일(신월일)이다. 재가(在家)에서는 14, 15, 29, 30의 4일과 8, 23의 양일(兩日)을 첨가한 6재일(六齋日)에 하루만 출가생활을 한다는 형식으로, 정하여진 8종의 계(戒: 8종계)를 지키는 일을 말하며, 1년에 한번 행하는 것을 대포살이라고 한다. 이 포살에 관한 규정은 율장(律藏) 중 칸다카(Khandhaka)라는 부문에 있으며, 그 속의 포살건도에 역설되어 있다.

## 같이 보기
- 불멸기원
- 태국 태음력
- 안거
- 마하시 사야도

## 참고 문헌
- 이 문서에는 다음커뮤니케이션(현 카카오)에서 GFDL 또는 CC-SA 라이선스로 배포한 글로벌 세계대백과사전의 내용을 기초로 작성된 글이 포함되어 있습니다.